# Motuloa
Motuloa ist ein winziges Motu im Riffsaum des Atolls Nukufetau im Inselstaat Tuvalu.

## Geographie
Motulalo ist nur ein schmaler bewachsener Inselstreifen von ca. 300 m Länge, der den Übergang bildet von Motulalo zu Kongo Loto Lafanga.